# D23
D23는 월트 디즈니 컴퍼니의 공식 팬 클럽으로, 2009년 창립되었다. 팬 클럽명 'D23'은 디즈니의 "D"와 디즈니 사의 창립연도인 1923년을 조합해 지어졌다. 2년 주기로 열리는 "D23 엑스포"(D23 Expo)라는 대형 행사로 유명하다.